# Краснокутская
Краснокутская — станица в Боковском районе Ростовской области.
Входит в состав Краснокутского сельского поселения, являясь его административным центром.

## География

### Улицы
| - ул. Лазоревая - ул. Молодёжная - ул. Социалистическая - ул. Школьная | - пер. Окраинный - пер. Центральный - пер. Речной |

## История
Образована в 1886 году на базе небольшого хутора Нестерова, возникшего 12.11.1862 года. С 1886 года на месте хутора Нестерова стала застраиваться станица Краснокутская. Название это станица получила от генерала Краснокутского, жившего в то время в Новочеркасске. В то же время образовался и Краснокутский юрт, в который вошли хутора: Стариков, Свиридов, Волоцков, Кутейников, Платов, Власов, Пономарев, Бакланов.
Находясь в составе Усть-Медведицкого округа Области Войска Донского, в станице существовала Казанская церковь.

## Население
| 1989 | 2002 | 2010 |
| ---- | ---- | ---- |
| 543  | ↘533 | ↘532 |

### Известные уроженцы
- Дёмин, Никита Иванович (1905—1962) — советский военачальник, полковник.